# Marc Thomas
Pour les articles homonymes, voir Thomas.
Marc Thomas, né le 4 décembre 1959 à Paris et mort dans la même ville le 25 novembre 2015, est un musicien de jazz français. Joueur reconnu de saxophone et chanteur à la voix de crooner, on le surnommait « roi du scat à la française ».

## Biographie
Il commence sa carrière entre la Métropole et l'Outremer en 1978.
Nommé aux Victoires de la musique 1998, Marc Thomas se produit notamment aux Duc des Lombards, et parcourt le monde accompagné de son High Society Orchestra.
Marc Thomas effectue une reprise de la célèbre chanson de Sacha Distel La Belle Vie. Celle-ci est présente sur son album Pardon My French publié en 2014.
Il participe à la comédie musicale Gospel sur la Colline en septembre 2015,.
Marc Thomas est retrouvé mort dans son appartement le 25 novembre 2015, peu avant ses 56 ans.

## Discographie

### Leader
- 2002 - Marc Thomas, Le Soir, Black & Blue 287.2 - CD
- 2003 - Marc Thomas Quartet, Quai West, Ze Famous Productions - CD
- 2009 - Marc Thomas Sessions, Love Songs, docnaud prod - CD
- 2011 - Marc Thomas New Quartet, Shining Hours, Amazone - CD
- 2014 - Marc Thomas, Pardon My French, Ze Famous Productions - CD

### Sideman
- 1987 - Black Label, Tierra, OMD 1519 - CD
- 1991. Black Label, Blue Light, OMD 4795 - CD
- 1991 - Papa Wemba, Le Voyageur, Real World Records 20 - CD
- 1994 - Luigi Trussardi (de), Vendredi 14, Elabeth 612017 - CD
- 1996 - 6 ½, New York – Paris – Nice, Dreyfus 36584-2 - CD
- 1999. 6 ½, Toi ma vie, Virgule 5 Productions V5P99081 - CD
- 1999 - Claude Bolling Big Band, A Tone Parallel to Harlem, Fremeaux & Associés 499 - CD
- 2000 - Claude Bolling Big Band, Paris Swing, Milan Records 80484-2 - CD
- 2006 - 6 ½ - Six voix dix doigts, Chante Claude Nougaro, Ames - CD
- 2009 - Claude Tissendier (en) Coutissimo (avec Michele Hendricks (de) & Marc Thomas), A Basie Vocal Celebration, Frémeaux & Associés 518 - CD
- 2010 - Warsaw Paris Jazz Quintet & Orchestra Symphonic, Perfect Girls & Friends, Chopin Symphony Jazz Project, Blue Note Pologne - CD